# Cathédrale Notre-Dame-de-l'Assomption de Vác
Pour les articles homonymes, voir Cathédrale Notre-Dame-de-l'Assomption.
La cathédrale Notre-Dame-de-l'Assomption de Vác (en hongrois : váci Nagyboldogasszony-székesegyház) est l'église cathédrale catholique romaine située à Vác. Elle est le siège du diocèse de Vác dans le nord de la Hongrie.

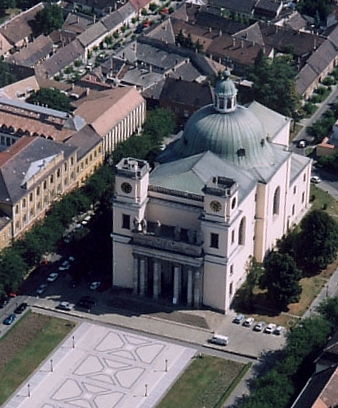
Vue aérienne.

## Galerie

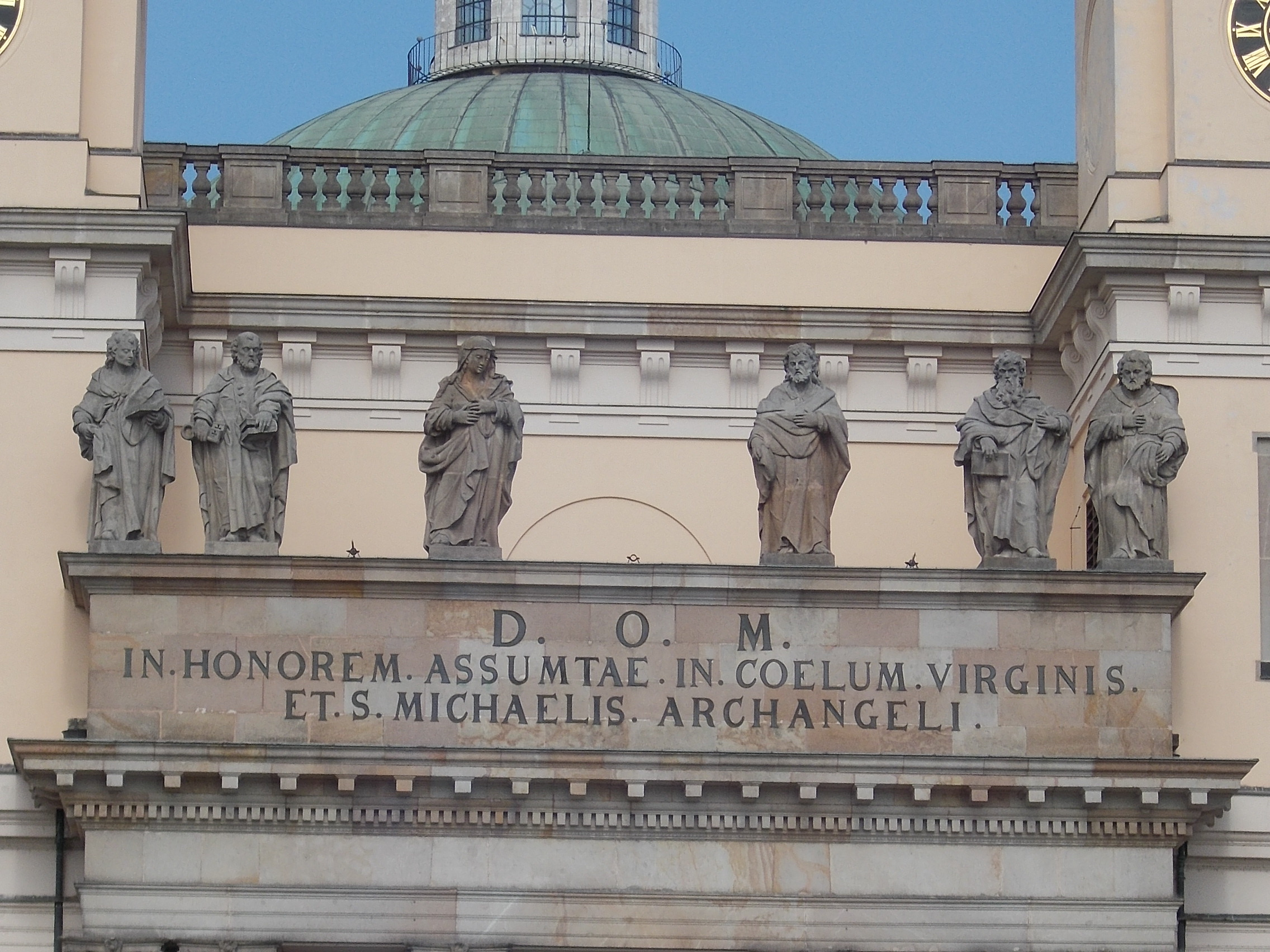
Attique de la façade principale.
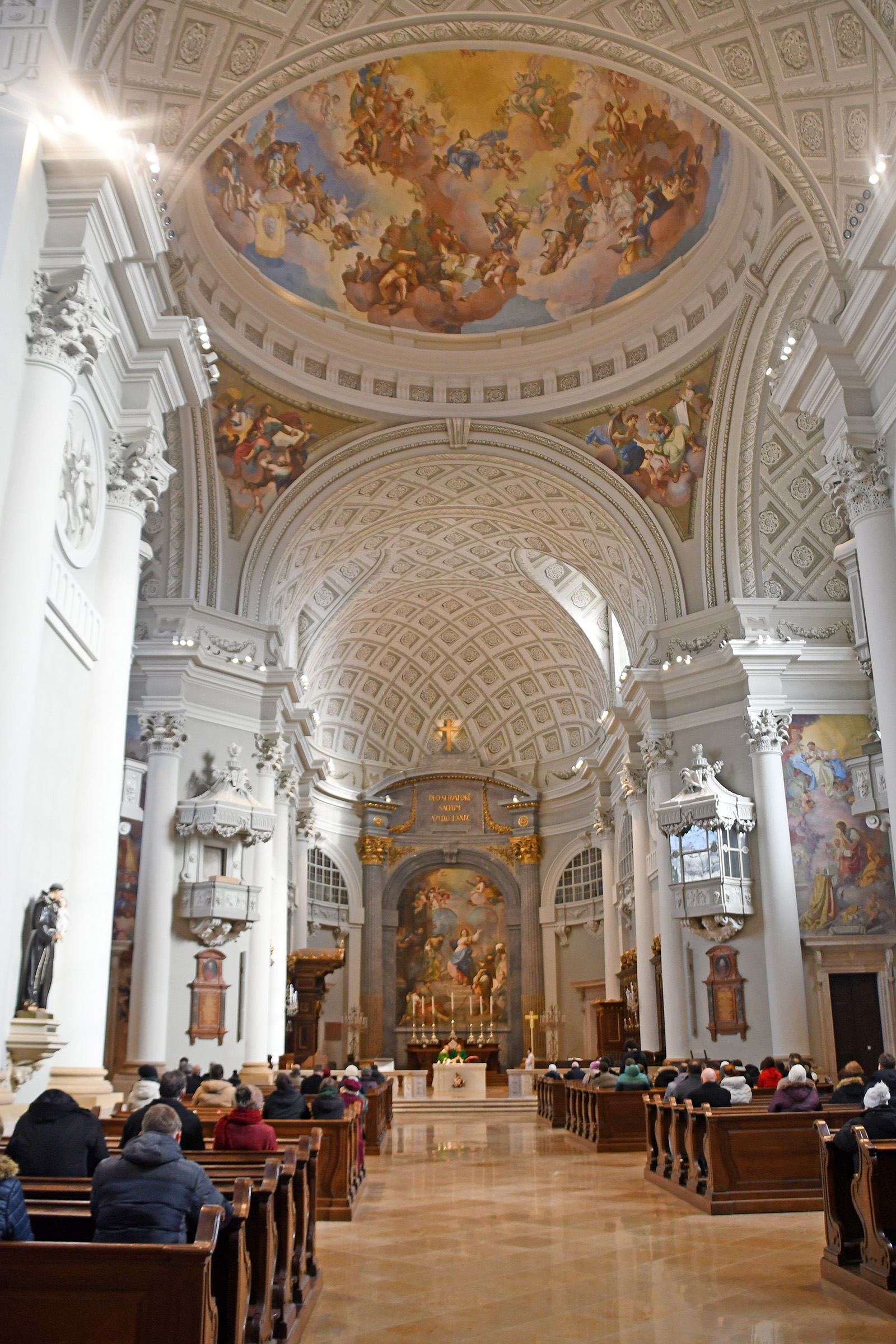
Nef, coupole et chœur.
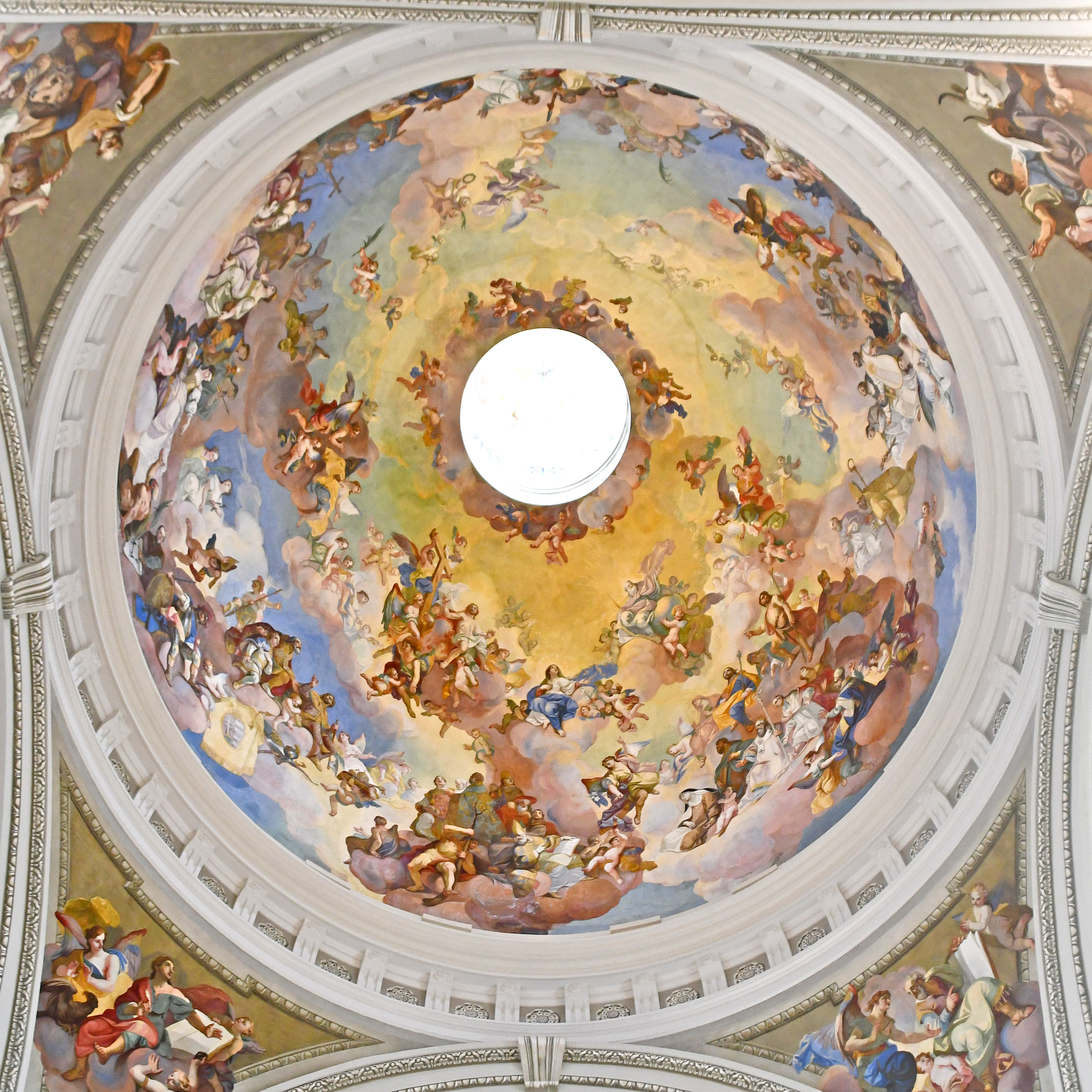
Fresque de la coupole.
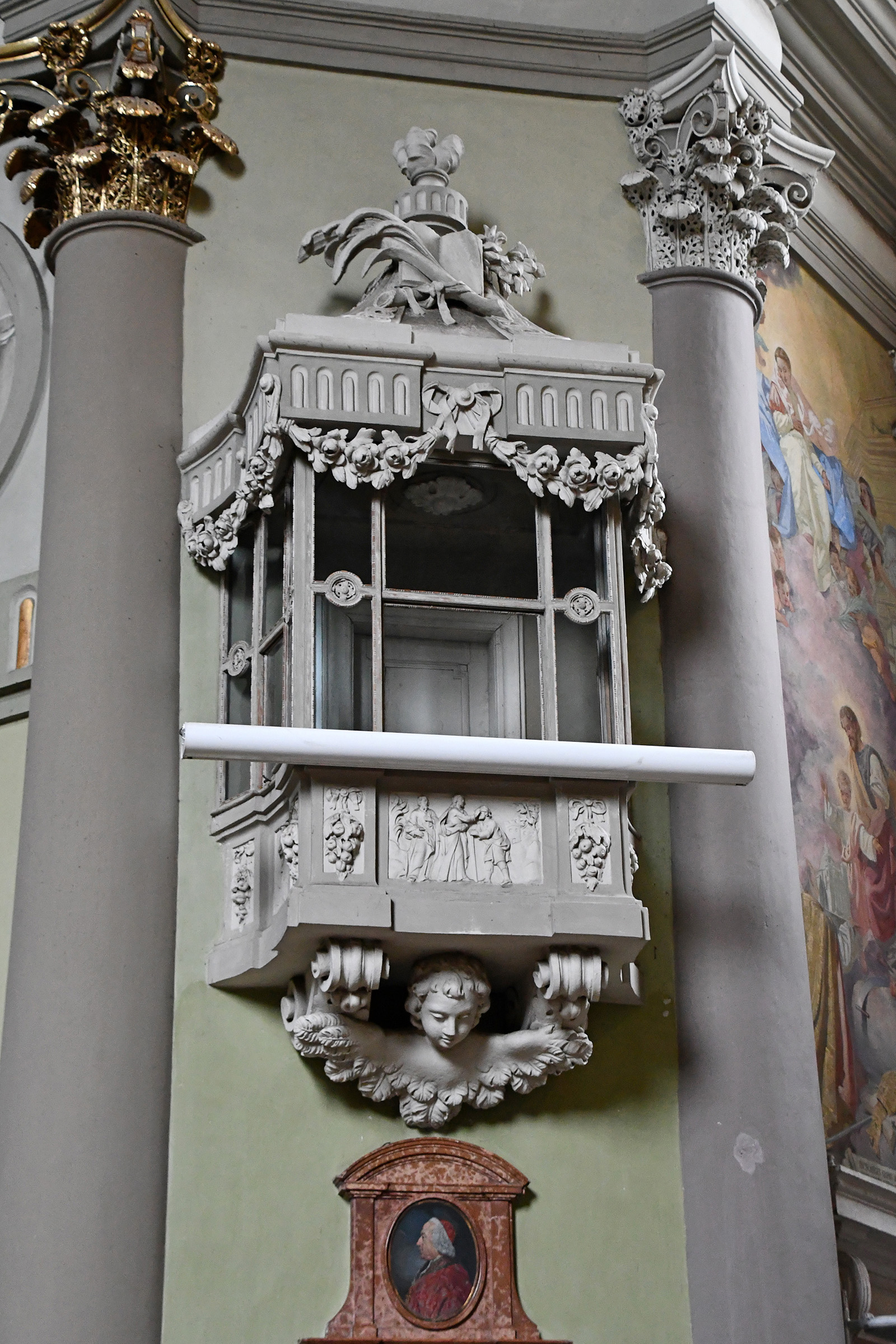
Chaire.
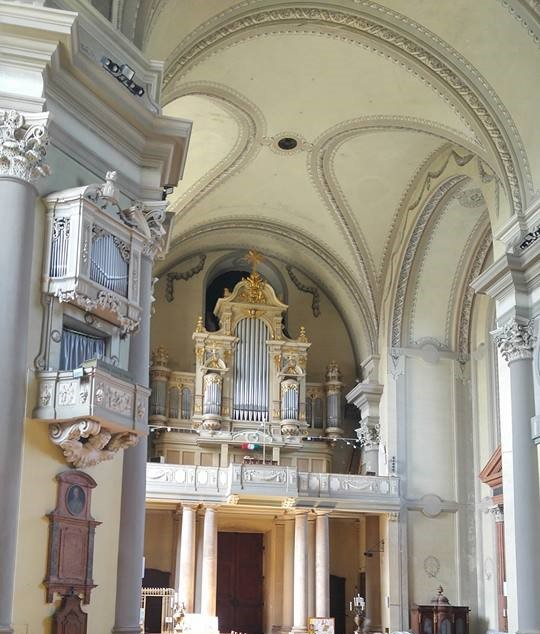
Les orgues.

## Source
- (de) Cet article est partiellement ou en totalité issu de l’article de Wikipédia en allemand intitulé « Kathedrale von Vác » (voir la liste des auteurs).